# جی. بی. ساموئلسون
جی. بی. ساموئلسون (انگلیسی: G. B. Samuelson؛ ۶ ژوئیه ۱۸۸۹ – ۱۷ آوریل ۱۹۴۷) یک کارگردان و تهیه‌کننده اهل انگلستان بود.

## فیلم‌شناسی
تهیه‌کننده
- Sixty Years a Queen (۱۹۱۳)
- A Study in Scarlet (۱۹۱۴)
- John Halifax, Gentleman (۱۹۱۵)
- دره وحشت (۱۹۱۶)
- زنان کوچک (۱۹۱۷)
- Linked by Fate (۱۹۱۹)
- Damaged Goods (۱۹۱۹)
- The Pride of the Fancy (۱۹۲۰)
- The Last Rose of Summer (۱۹۲۰)
- نانس (۱۹۲۰)
- Her Story (۱۹۲۰)
- The Grip of Iron (۱۹۲۰)
- The Night Riders (۱۹۲۰)
- David and Jonathan (۱۹۲۰)
- Love in the Wilderness (۱۹۲۰)
- جوجه اردک زشت (۱۹۲۰)
- Mr. Pim Passes By (۱۹۲۱)
- For Her Father's Sake (۱۹۲۱)
- The Magistrate (۱۹۲۱)
- Stable Companions (۱۹۲۲)
- Married Love (۱۹۲۳)
- The Knockout (۱۹۲۳)

کارگردان
- The Admirable Crichton (۱۹۱۸)
- The Bridal Chair (۱۹۱۹)
- Convict 99 (۱۹۱۹)
- Who Is the Man? (۱۹۲۴)
- او (۱۹۲۵)
- سرزمین خانگی (۱۹۲۷)
- Two Little Drummer Boys (۱۹۲۸)
- The Forger (۱۹۲۸)
- For Valour (۱۹۲۸)
- Valley of the Ghosts (۱۹۲۸)
- چشمان اسپانیایی (۱۹۳۰)
- The Wickham Mystery (۱۹۳۱)
- The Crucifix (۱۹۳۴)